# Conner (Kalifornia)
Conner – obszar niemunicypalny w hrabstwie Kern, w Kalifornii (Stany Zjednoczone), na wysokości 89 m.